# Papaipema pertincta
Papaipema pertincta là một loài bướm đêm trong họ Noctuidae.